# Thysanostigma
- Commons
- Wikispecies

Thyanostigma Imlay, 1939, segundo o Sistema APG II, é um gênero botânico da família Acanthaceae

## Espécies
As principais espécies são:
- Thysanostigma odontites
- Thysanostigma siamense